# Wade Boggs
Wade Anthony Boggs (ur. 15 czerwca 1958) – amerykański baseballista, który występował na pozycji trzeciobazowego.

## Kariera zawodnicza
W czerwcu 1976 został wybrany w siódmej rundzie draftu przez Boston Red Sox i początkowo grał w klubach farmerskich tego zespołu, między innymi w Pawtucket Red Sox, reprezentującym poziom Triple-A. W Major League Baseball zadebiutował 10 kwietnia 1982 w meczu przeciwko Baltimore Orioles. W głosowaniu na najlepszego debiutanta zajął 3. miejsce za Calem Ripkenem z Baltimore Orioles i Kentem Hrbkiem z Minnesota Twins.
W sezonie 1983 i w latach 1985–1988 uzyskiwał najlepszą średnią uderzeń w American League. Ponadto jako zawodnik Red Sox osiem razy był wybierany do Meczu Gwiazd, sześciokrotnie otrzymywał nagrodę Silver Slugger Award i pobił rekord klubowy należący do Teda Williamsa, osiągając średnią 0,369 na stadionie Fenway Park.
W grudniu 1992 jako wolny agent przeszedł do New York Yankees. W 1996 zagrał w czterech meczach World Series, w których Yankees pokonali Atlanta Braves 4–2.
W grudniu 1997 podpisał kontrakt z nowo powstałym klubem Tampa Bay Devil Rays. 31 marca 1998 w meczu z Detroit Tigers rozegranym na Tropicana Field, zdobył pierwszego w historii klubu home runa. 7 sierpnia 1999 w spotkaniu z Cleveland Indians zdobył dwupunktowego home runa, będącego jednocześnie jego 3000. uderzeniem w MLB. Po raz ostatni zagrał 27 sierpnia 1999.

## Hall of Fame
W 2004 został wybrany do Boston Red Sox Hall of Fame, zaś w 2005 został uhonorowany członkostwem w Baseball Hall of Fame po pierwszym głosowaniu.

## Nagrody i wyróżnienia
| Nagroda/wyróżnienie            | Lata                                                                   | Źródło |
| 12× All-Star                   | 1985, 1986, 1987, 1988, 1989, 1990, 1991, 1992, 1993, 1994, 1995, 1999 | [ 1 ]  |
| 2× Gold Glove Award            | 1994, 1995                                                             | [ 1 ]  |
| 8× Silver Slugger Award        | 1983, 1986–1989, 1991, 1993, 1994                                      | [ 1 ]  |
| Zwycięzca w World Series       | 1996                                                                   | [ 5 ]  |
| 3000 hit club                  |                                                                        | [ 7 ]  |
| Baseball Hall of Fame          | od 2005                                                                | [ 9 ]  |
| # 12 zastrzeżony przez Rays    | 2000                                                                   | [ 10 ] |
| # 26 zastrzeżony przez Red Sox | 2016                                                                   | [ 11 ] |